# Luigi Luciani

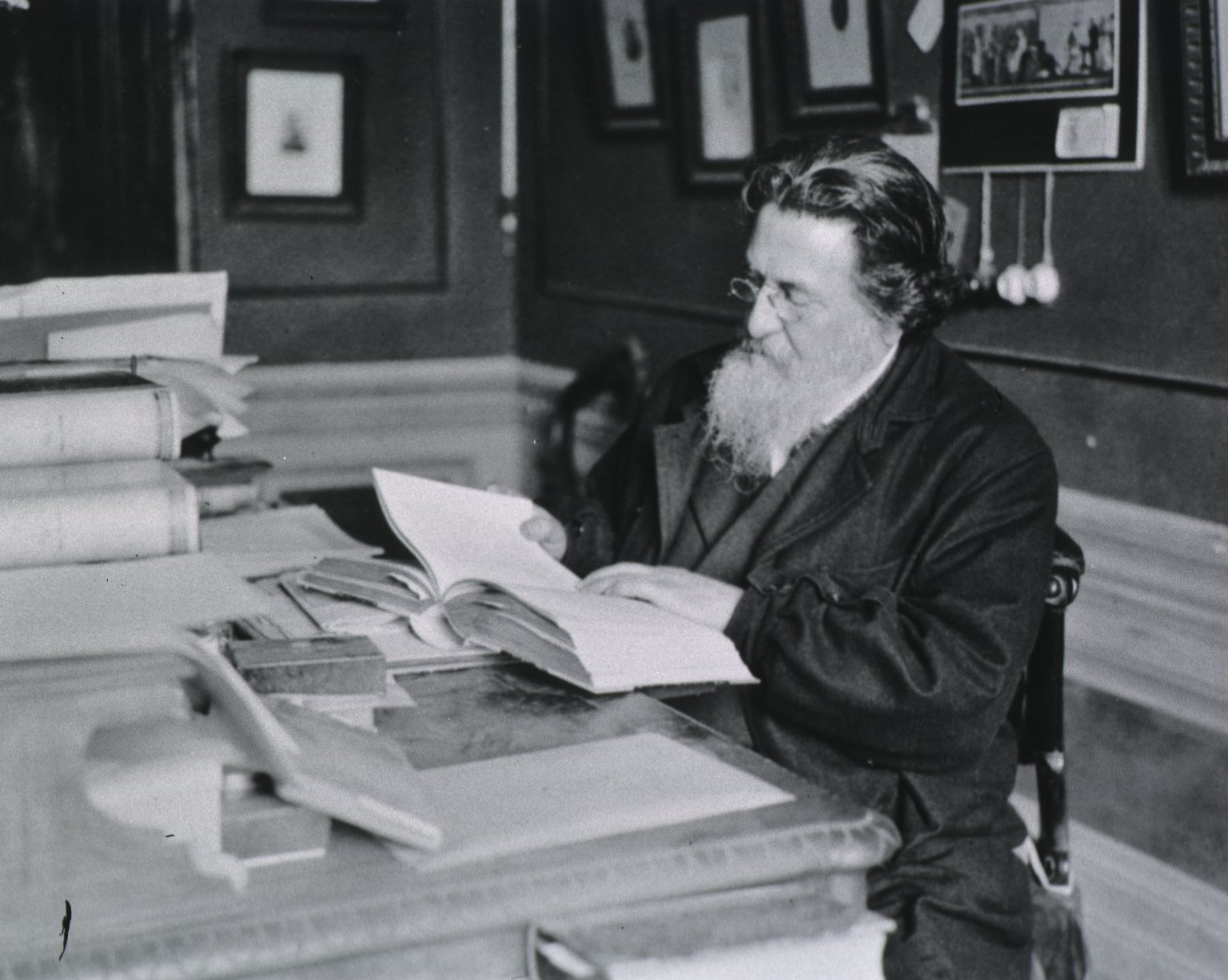
Luigi Luciani

Luigi Luciani (ur. 23 listopada 1840 w Ascoli Piceno, zm. 23 czerwca 1919 w Rzymie) – włoski fizjolog. Syn Serafino Lucianiego i Aurory Vecchi, siostrzeniec Candido Augusto  Vecchiego (1813-1869).

## Życiorys
W 1860 ukończył gimnazjum w rodzinnym mieście. W 1862 rozpoczął studia medyczne na Uniwersytecie w Bolonii. W 1864 przeniósł się na Uniwersytet w Neapolu. Epidemia cholery w tym mieście zmusiła go do powrotu na uczelnię w Bolonii. W 1868 ukończył studia z wyróżnieniem. Przez kolejne trzy lata pracował w laboratorium Luigi Velli. Od marca 1872 do listopada 1873 uczył się u Carla Ludwiga w Lipsku. Od 1873 do 1874 był Privatdozentem w Bolonii, od 1875 do 1880 profesorem nadzwyczajnym na Uniwersytecie Parmeńskim. Od 1880 do 1882 był profesorem zwyczajnym fizjologii na Uniwersytecie w Sienie, od 1882 do 1893 we Florencji, od 1893 do 1917 na Uniwersytecie Sapienza w Rzymie. W 1895 został również wybrany na rektora Uniwersytetu w Rzymie. Zmarł w 1919 z powodu powikłań zakażenia dróg moczowych.

## Osiągnięcia naukowe
Luciani jako pierwszy przedstawił graficzny zapis skurczów mięśnia sercowego i bloku przedsionkowo-komorowego. Pamiętany jest też za prace nad funkcją móżdżku i lokalizacją ośrodków mózgu.

## Odznaczenia
- Order Sabaudzki Cywilny[3]
- Order Świętych Maurycego i Łazarza III, IV i V klasy[3]
- Order Korony Włoch V klasy[3]

## Wybrane prace
- Vom vergleichenden organischen Pastizismus. 1864
- Delle oscillazioni della pressione intratoracica e intraaddominale. Archivo per le scienze mediche, 1877
- Cenni autobiografici. Archivio di fisiologia 19, ss. 319–349 (1921)